# Сухомлин, Василий Иванович
Василий Иванович Сухомлин (1860—1938) — одесский революционер-народоволец, инженер, экономист.

## Биография
Родился 30 декабря 1860 г. в Одессе в семье служащего Государственного банка. Учился в гимназии, затем в мелитопольском реальном училище. В старших классах познакомился с революционной литературой, входил в ученический кружок самообразования, участвовал в протесте против слежки за учениками, за что был исключён из Мелитопольского реального училища и перешёл в Севастопольское, затем в Херсонское. В 1878 г. вернулся в Одессу. Участвовал в собраниях рабочих, вёл занятия в рабочих кружках. В 1879 г. окончил одесское реальное училище. Тогда же познакомился с Н. И. Кибальчичем, по его поручению хранил пироксилин. Предоставлял свою квартиру революционерам для собраний. В 1879 г. уехал за границу. Летом 1881 г. вернулся в Россию. В 1882 г. приехал в Одессу, вёл пропаганду среди рабочих и студентов. Весной 1883 г. одним из первых узнал об измене С. П. Дегаева и сообщил о ней находившимся за границей членам Исполнительного комитета «Народной воли» М. Н. Ошаниной и Л. А. Тихомирову В конце января — начале февраля 1884 г. участвовал в Парижском съезде «Народной воли», был избран в Распорядительную комиссию. В марте 1884 г. вместе с другими членами Распорядительной комиссии — Г. А. Лопатиным и Н. М. Саловой — вернулся в Россию, вёл переговоры с «Молодой партией Народной воли». В конце мая 1884 г. уехал на юг, побывал в Одессе, Харькове, Ростове-на-Дону.
1 сентября 1884 г. был арестован. В июне 1887 г. судился по Процессу двадцати одного, был приговорён к смертной казни. При утверждении приговора казнь была заменена пятнадцатилетней каторгой. Каторгу отбывал на Каре.
В 1903 г. вернулся в Одессу, вступил в партию эсеров. За ним была установлена слежка шпиков, а после убийства Плеве три месяца провёл в заключении. Участвовал в революции 1905—1907 гг., выступал на митингах в Одессе, Севастополе, Екатеринославе, Харькове, в 1906 г. после разгона Думы вступил в военную организацию эсеров, готовился участвовать в Кронштадтском восстании, но был арестован по доносу провокатора Е. Ф. Азефа, через два месяца освобождён за отсутствием доказательств. В ноябре 1906 г. вновь арестован в Таганроге по доносу провокатора Русецкого, в 1907 г. выслан на три года за границу. По поручению военной организации эсеров вёл пропаганду среди моряков. В 1910 г. вернулся в Российскую империю, служил на железнодорожной линии Одесса-Бахмач.
Февральскую революцию встретил в Киеве, был членом киевского комитета партии эсеров, писал прокламации к солдатам. Вступил добровольцем в 7-ю армию, участвовал в сражении при Гнилой Липе, был ранен. В сентябре 1917 г. назначен представителем министра земледелия при Ставропольском земельном комитете, был избран делегатом II Всероссийского Съезда Советов крестьянских депутатов. Гражданскую войну пережил в Киеве, в 1918 г. участвовал в борьбе против немецких оккупантов, был арестован по подозрению в большевизме и определён в концлагерь в Бяле, но вскоре освобождён благодаря заступничеству гетманских министров-кадетов. После 1920 г. отошёл от политической деятельности, жил в Ленинграде, писал мемуары. Был членом Общества политкаторжан. В 1937 г. был арестован по ложному обвинению. Умер в тюрьме в 1938 г. Реабилитирован посмертно.

## Семья
Сын: Василий Васильевич Сухомлин (1885—1963) — эсер, писатель, делегат Всероссийского учредительного собрания.